# Symphoricarpos guatemalensis
Symphoricarpos guatemalensis är en kaprifolväxtart som beskrevs av J.K. Williams. Symphoricarpos guatemalensis ingår i släktet snöbärssläktet, och familjen kaprifolväxter. Inga underarter finns listade i Catalogue of Life.